# Noailles (Oise)
Noailles település Franciaországban, Oise megyében. Lakosainak száma 2857 fő (2022. január 1.). Noailles Berthecourt, Cauvigny, Laboissière-en-Thelle, Ponchon, Sainte-Geneviève és Silly-Tillard községekkel határos.

## Népesség
A település népességének változása:
| Lakosok száma | 2850 | 2857 | 2884 | 2826 | 2814 | 2829 | 2819 | 2837 | 2857 |
|               | 2013 | 2015 | 2016 | 2017 | 2018 | 2019 | 2020 | 2021 | 2022 |